# Viby
Viby est une communauté urbaine suédoise de la ville de Stockholm.